# Нижняя Пузинерь
 Нижняя Пузинерь  — деревня в Лебяжском районе Кировской области.

## География
Расположена на расстоянии примерно 38 км на юг-юго-запад от райцентра поселка  Лебяжье.

## История
Известна с 1873 года как Пузенерь или Ляжмор, дворов 31 и жителей 201. В 1905 (уже Нижний Пузенерь) дворов 28 и жителей 160, в 1926 37 и 171 (все мари), в 1950 40 и 196, в 1989 43 жителя .  В период 2006-2012 годов входила в состав Кузнецовского сельского поселения, 2012 по 2020 год в состав Лажского сельского поселения до упразднения последнего.

## Население
Постоянное население составляло 39 человека (марийцы 100%) в 2002 году, 33 в 2010.